# Володарсько-Волинський габро-анортозитовий масив
Волода́рсько-Воли́нський га́бро-анортози́товий маси́в (раніше Волинський) — головна частина Коростенського плутону. Розташований у басейнах річок Ірші і Бистріївка і їхніх приток — Тростяниця й Лемля, де займає площу приблизно в 1 250 км². Цей масив головний у Плутоні за розмірами, різноманітністю порід, що важливо з погляду використання родовищ корисних копалин. Володарсько-Волинський масив має неоднорідно-зональну будову.
Середня частина складена переважно крупнозернистими анортозитами і габро-норито-анортозитами, тут зрідка зустрічаються ділянки більш дрібнозернистих олівінових габро і габро-норитів. У периферичних частинах масиву переважають більш дрібнозернисті, що контактують з гранітами плутона, основні породи — габро, габро-норити і габро-монцоніти, серед яких лише зрідка зустрічаються більш грубозернисті габро-анортозити.
Нижньокрейдові розсипи розташовані в похованих долинах і балках, вироблених у рельєфі корінних порід і кори вивітрювання. Потужність розсипів досягає 10—15 м; складені вони різнозернистими каолінистими пісками із значним вмістом гравійного матеріалу та гальки, вторинними каолінами і вуглистими глинами. Рудні мінерали представлені ільменітом, лейкоксенованим ільменітом, лейкоксеном. Кількість їх змінюється від 20—30 до 300—1100 кг/м³.
Найбільшими родовищами цього генетичного типу є Міжирічанське і Лемненське, а також Ушицький, Ушомирський та Іванівський розсипи.
Палеогенові та неогенові давні алювіальні та делювіальні розсипи теж виповнюють поховані долини річок. Потужність горизонту становить 2—15 м. Представниками цієї групи є Лівобережне, Злобицьке, Валки-Гацківське та Правобережні родовища. Рудні мінерали такі самі, що й у нижньокрейдових розсипах; їх концентрація в сумі становить від 5—10 до 400 кг/м³.